# Bombus monticola

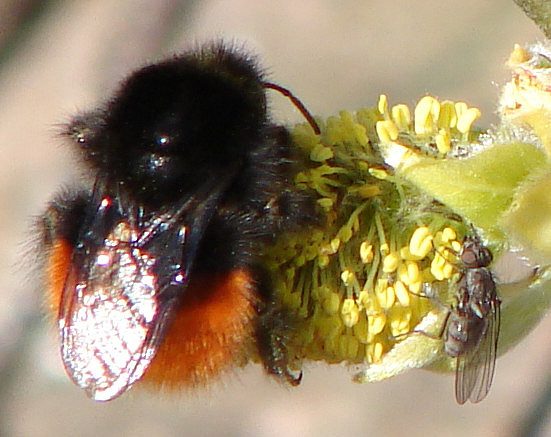
Reina de B. monticola

Bombus monticola és una espècie d'himenòpter apòcrit de la família dels àpids. El seu epítet específic, monticola, significa que viu a les muntanyes (o fins a nivell del mar a les altes latituds). La seva distribució és a Europa, incloent els Països Catalans.

## Descripció
Bombus monticola és un borinot força petit i compacte amb un gran cap i una llengua curta. Les reines tenen una longitud mitjana de 16 mm i una envergadura de 32 mm. Les longituds corresponents de les altres castes són 12 mm per les obreres i 14 mm pel mascle. A la subespècie britànica (B. monticola monticola) el tòrax és de color negre, amb excepció d'un collaret groc (força ampli en els mascles) i en la vora de l'escutel. La primera, i la part frontal de la segona tergita (segments abdominals) són de color negre com la tergita final però la resta de l'abdomen és de color de groc a vermell.

## Història natural
Aquesta espècie de Bombus normalment viu en zones altes, sovint es troba en espècies de plantes com Vaccinium vitis-idaea i altres similars. Proporciona pol·len diverses vegades a les seves larves en lloc d'acumular-lo en un dipòsit de pol·len al costat de la larva com fan altres espècies del seu gènere.

## Distribució
Bombus monticola es troba en zones muntanyenques d'Europa fins a Escandinàvia, a Finlàndia està confinada en la zona junt amb la frontera amb Noruega, els Alps, la Serralada Cantàbrica, els Pirineus, els Apenins i els Balcans. També es troba en terres baixes al nord de Noruega i la Península de Kola, i a les Illes Britàniques. A Irlanda ha arribat recentment (1974).

## Taxonomia
Durant molt de temps es va considerar que B. monticola era una forma del Bombus lapponicus; tanmateix, actualment es considera una espècie pròpia subdividida en subespècies:
- B. monticola monticola, subespècie present a les Illes Britàniques que és de coloració més fosca que la resta de les subespècies.
- B. monticola scandinavicus, a Escandinàvia, també un poc més fosca.
- B. monticola alpestris, present als Alps i els Balcans.
- B. monticola rondoui, viu a les muntanyes Cantàbriques i els Pirineus.
- B. monticola konradini, viu als Apenins; aquesta i la susbespècie anterior tenen el tòrax en bandes blanques i negres (com les zebres).[4]